# Ponza (île)
Pour les articles homonymes, voir Ponza.
L'île Ponza fait partie de l'archipel des îles Pontines dans la Mer Tyrrhénienne, à 33 km à l'ouest du Mont Circé.

## Toponymie
L'étymologie du nom, Ponta dans l'antiquité, est la même que pour l'ensemble des îles Pontines ou pour le nom grec de la Mer Noire, Pont Euxin : c'est le grec antique Πόντος - Pòntos, signifiant "mer ouverte". 

## Géographie
L'île est un croissant de 9 km de long environ, pour 40 km de côtes.

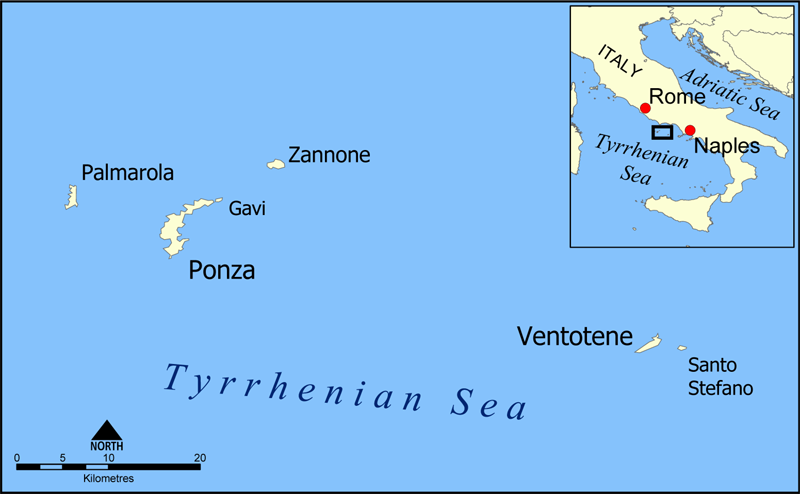
Localisation de l'île Ponza

Les deux agglomérations de l'île sont La Forna au nord et surtout Ponza au sud.

## Historique
L'île de Ponza a servi de prison, dès l'empire romain. Ainsi le pape Silvère y fut exilé au VIe siècle : il en est devenu le saint patron.
À partir de 1928, le régime fasciste y déporte ses opposants politiques tels que Giorgio Amendola, Lelio Basso, Pietro Nenni, Pietro Secchia ou Umberto Terracini. Benito Mussolini lui-même y est ensuite brièvement prisonnier du 27 juillet au 7 août 1943.

## Galerie

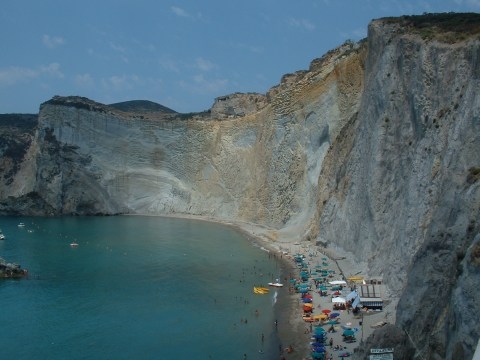
La plage de Chiaia di Luna
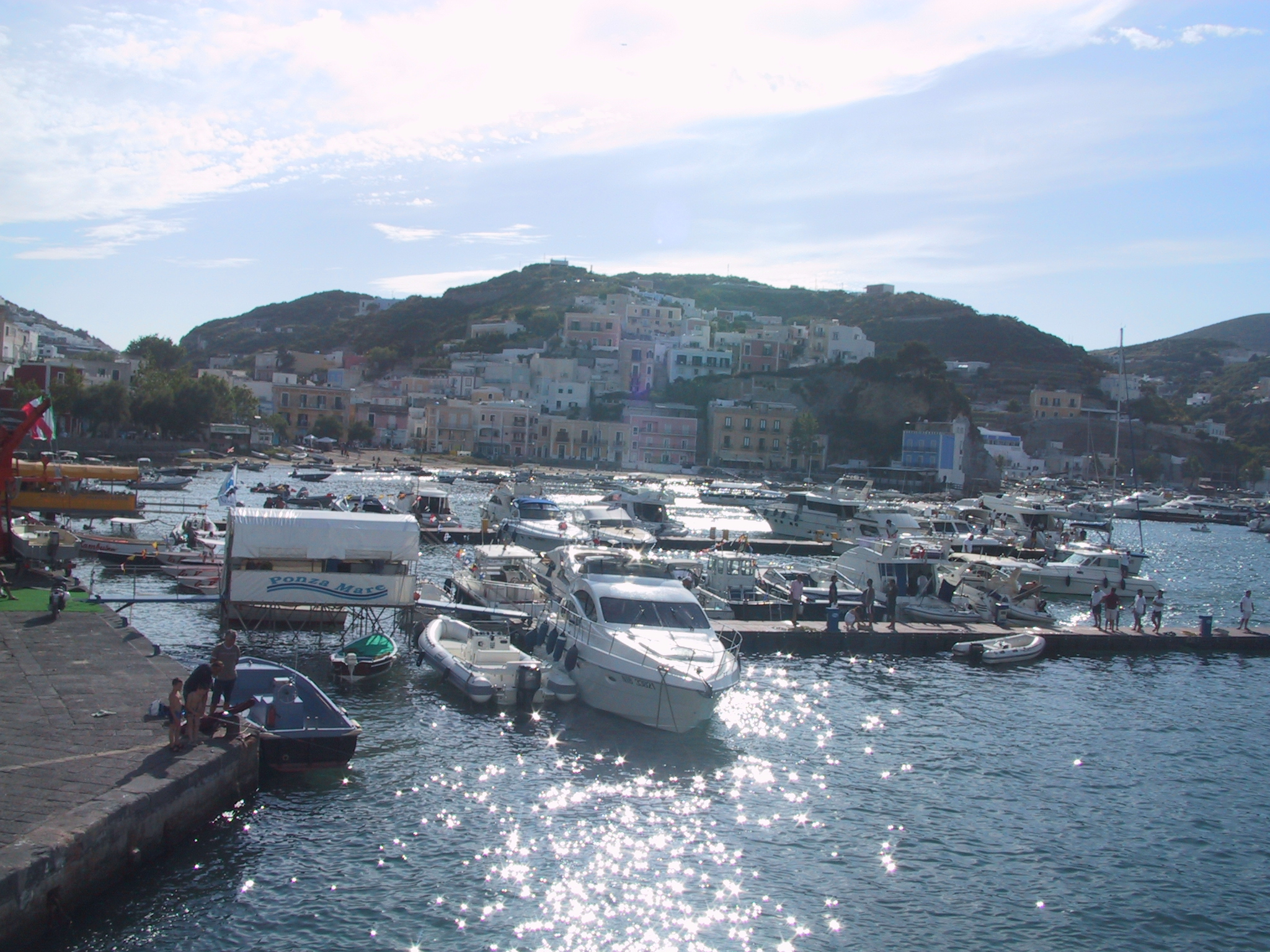
Le port de Ponza